# Love Me Two Times
Love Me Two Times е песен на The Doors. Текстът е написан от Роби Кригер, а музиката е написана е от групата и излиза за първи път през 1967 година с албума Strange Days. Пусната е като втори сингъл (след People Are Strange) и достига №25 в американските класации. 